# Coen Niesten
Coen Niesten (Wijk aan Zee en Duin, 30 augustus 1938 – Beverwijk, 23 oktober 2024) was een Nederlands wielrenner, die prof was tussen 1959 en 1963. Hij was een goede solorijder en kwam aardig mee in de bergen.
In 1958 werd hij als onafhankelijke geselecteerd voor het in Zandvoort verreden Wereldkampioenschap op de weg, waarbij hij achtste werd. Enigszins tegen zijn zin ging hij vervolgens als beroepsrenner verder.
In 1959 won hij twee van de drie wedstrijden die destijds golden voor het Nederlands kampioenschap op de weg, maar Piet Damen, die de resterende wedstrijd had gewonnen, werd Nederlands kampioen. Niesten werd dat jaar ook tweede in Parijs-Tours en een jaar later derde in de Ronde van Nederland.
Hij startte ook twee keer in de Tour de France. Door materiaalpech en een gebroken sleutelbeen haalde hij beide keren Parijs niet, maar kon wel zijn klimmersgaven tonen. Hij stopte al in 1963 doordat zijn vader in dat jaar vijfenzestig jaar werd en diens tuinderij aan hem wilde overdragen.
Niesten overleed op 23 oktober 2024 op 86-jarige leeftijd.

## Belangrijkste overwinningen
1956
Etappe 5 in de Ronde van Overijssel
1958
Etappe 6 deel b in de Ronde van West-Vlaanderen

## Resultaten in voornaamste wedstrijden
| Jaar | Ronde van Italië | Ronde van Frankrijk | Ronde van Spanje |
| ---- | ---------------- | ------------------- | ---------------- |
| 1960 |                  | opgave              |                  |
| 1961 |                  | opgave              |                  |

| Jaar | Milaan-San Remo | Gent-Wevelgem | Ronde van Vlaanderen | Parijs-Roubaix | Omloop Het Volk |
| ---- | --------------- | ------------- | -------------------- | -------------- | --------------- |
| 1960 | 12e             | 18e           |                      | 14e            |                 |
| 1961 |                 |               | 16e                  | 35e            | 10e             |

Wielerploegen van Coen Niesten
Bagnara ·
Bampi ·
Bottecchia ·
Bovay · 
Burigotto ·
Costalunga ·
Damen ·
Grilli ·
Messina ·
Natucci ·
Niesten ·
Ricco ·
Terruzzi ·
Tezza ·
Vaucher ·
Vlayen · 
Wagtmans
Bergaud ·
Camillo ·
Cartigny ·
Cauvet ·
Champion ·
A. Darrigade ·
R. Darrigade · 
De Wolf ·
Decraeye ·
A. Delort ·
F. Delort ·
Forestier ·
Gaignard ·
de Haan ·
Hugens ·
Ignolin ·
de Jongh · 
Le Hec ·
Lebaube ·
Maliepaard ·
Mastrotto ·
Nédélec ·
Niesten ·
Novak ·
Rentmeester ·
Simon ·
Simpson ·
Thiélin ·
Van Vaerenbergh ·
de Waard ·
Wolfshohl